# پادفردگرایی
پادفردگرایی رویکردی معنایی در فلسفه، فلسفه روانشناسی، و زبان‌شناسی است.
هواداران این استدلال دارای این دیدگاه مشترک هستند که آنچه در در یک شخص درونی به نظر می‌رسد تا حدی به محیط اجتماعی وابسته است، بنابراین خودشناسی، نیات، استدلال و ارزش اخلاقی ممکن است به شکل دیگری توسط عوامل خارج از فرد تعیین شود. این موضع توسط سنفورد گلدبرگ و اندیشمندان دیگری مانند هیلاری پاتنام و تایلر برج پشتیبانی می‌شود.